# Кромер, Николай Иванович
Никола́й Ива́нович Кро́мер (настоящее имя — Иога́нн Наполео́н Кро́мер; 31 октября (12 ноября) 1866 год, Митава, Курляндская губерния — август, 1941, Пермь) — русский и советский фармацевт, химик, основатель фармацевтического образования на Урале: организатор Пермской фармацевтической школы (медико-фармацевтического училища (1923), глава и создатель фармацевтического отделения (1918—1929), химического факультета Пермского университета (1929—1931), создатель кафедры общей химии Пермского мединститута (1931), один из создателей и заведующий кафедрой фармацевтической и судебной химии Пермского фарминститута (1937—1940).

## Биография
Родился 31 октября (12 ноября) 1866 года в семье подмастерья типографского рабочего. После окончания реального училища сдал экзамены за четырёхлетний курс мужской гимназии, работал аптекарским учеником.
В 1882 году окончил реальное училище и начал работать в лаборатории аптечных предприятий.
С 1888 по 1891 год учился на фармацевтическом отделении медицинского факультета Дерптского университета. Окончил его с отличием и, получив степень провизора, был оставлен с 1 января 1891 года сверхштатным лаборантом фармацевтического института при университете, с направлением на годичную стажировку в Англию.
В 1891 году был награждён золотой медалью князя Суворова за конкурсную работу «Химическое исследование составных частей скамонии и турнета».
В 1892 году после защиты диссертации на тему «Veber die Convolbulacnuglynobide» получил в Дерптском университете степень магистра фармации.
В 1893 году Кромер был допущен в Юрьевский (Дерптский) университет к чтению лекций: был утвержден приват-доцентом фармации. Уходя на пенсию, ему передал свой курс лекций ректор фармацевтического факультета профессор Г. Драгендорф.
В феврале 1897 года он был утверждён в должности приват-доцента Казанского университета по кафедре фармации и фармакогнозии; одновременно, читал лекции в качестве доцента на такой же кафедре в Ветеринарном институте. В 1895—1897 годах совершенствовался в университетах и лабораториях Англии, Германии, Франции.
На рубеже XIX и XX веков Н. И. Кромер работал в Воронеже, Казани, Петербурге, Москве, став ведущим токсикологом страны.
С 1902 по 1917 год Н. И. Кромер работал в Петербурге в лаборатории по изучению методов борьбы с фальсификацией пищевых продуктов и комиссии по вопросам реорганизации врачебно-санитарного дела и лекарственной помощи. Наряду с этим не прекращается его научно-педагогическая деятельность.
С 1905 по 1917 год был приват-доцентом по фармации и фармакологии в Военно-медицинской академии.
C 3 октября 1917 года — заведующий, ординарный профессор по кафедре фармации и фармакогнозии Пермского университета.
В апреле 1918 года по инициативе Н. И. Кромера союз служащих фармацевтов обратился в правление Пермского университета с просьбой открыть при университете фармацевтическое отделение. Как результат, 1 августа 1918 года на физико-математическом факультете университета такое отделение было открыто.
Учебный план отделения отражал взгляды Н. И. Кромера и его соратников на потребности современной фармацевтической практики, учитывал исторический опыт развития фармации и её будущее. Он включал следующие основные дисциплины: фармацевтическую химию, фармакогнозию, технологию лекарств, развитие фармацевтического законодательства, судебную химию, химию пищевых продуктов. В базовый цикл учебного плана входили такие предметы, как минералогия, кристаллография, зоология с паразитологией, геология.
С 1918 по 1929 год Н. И. Кромер был бессменным председателем бюро фармацевтического отделения.
В 1920 году он организовал девятимесячные курсы аптечных работников, выступал как их руководитель.
В 1921 году выступил организатором лаборатории судебно-химической экспертизы, обслуживавшей шесть губерний.
Н. И. Кромер был постоянным химиком-экспертом для здравотдела, управления милиции и ряда других учреждений и предприятий города. Избирался членом городского Совета.
В 1923 году Кромер стал главным организатором Пермской фармацевтической школы (на сегодняшний день — медико-фармацевтическое училище).
В 1923 году работавшее в рамках физико-математического факультета фармацевтическое отделение было преобразовано в химико-фармацевтическое отделение медицинского факультета Пермского университета.
В 1926 году ими[кем?] были организованы двухгодичные курсы усовершенствования фармацевтов при Пермском университете. Н. И. Кромер был назначен заведующим курсов. В течение первого года обучения слушатели изучали обществоведение, математику, физику, неорганическую химию, анатомию человека, физиологию, фармакологию. В учебный план второго года обучения были включены следующие предметы: ботаника, фармакогнозия, органическая, фармацевтическая, аналитическая химия (качественный, количественный: весовой и объёмный анализ и фарманализ), «подача» первой помощи, история развития фармацевтического дела и его организация. Во главе курсов стоял совет, состоявший из представителей союза «Медсантруд» (созданный в 1919 году профессиональный союз фельдшеров, медсестёр и фармацевтов), губернского отдела управления здравоохранением (здравотдел), управления профессиональным образованием, преподавателей и представителей курсантов, председателя совета.
Н. И. Кромер читал лекции на курсах для фармацевтов как в Перми, так и в Екатеринбурге.
В 1928 году приказом по Высшему совету народного хозяйства Н. И. Кромер был утверждён членом научно-технического совета по химико-фармацевтической и йодной промышленности страны. (Полученная таким образом всесоюзная значимость была немаловажна для пермских учебных заведений, где проходила его деятельность: по свидетельству современников, когда нужно было что-то получить от столичных властей, в соответствующем документе достаточно было упомянуть, что в данном вузе «работает магистр фармации Н. И. Кромер»).
В 1929 году в Пермском университете был образован химический факультет, и Н. И. Кромер стал его первым деканом.
В 1930 году факультет был преобразован в самостоятельный химико-технологический институт.
Профессор Н. И. Кромер руководил подготовкой фармацевтов высшей квалификации, являясь с 1918 по 1931 год председателем бюро химико-фармацевтического образования, деканом химического факультета и помощником директора по учебной части химико-технологического института.
В 1931 году он перешёл на работу в Пермский медицинский институт и заведовал кафедрой неорганической и аналитической (общей) химии, обеспечивал преподавание химической токсикологии на фармацевтическом факультете. Он организовал на фармацевтическом факультете кафедры неорганической, аналитической, фармацевтической химии, химической технологии.
В 1937 году при организации Пермского фармацевтического института возглавил комиссию по составлению учебных программ.
Работал в должности заведующего кафедрой неорганической и аналитической химии, фармацевтической и судебной химии. В 1940 году по состоянию здоровья был освобождён от заведования, но продолжал работать консультантом по научным исследованиям аспирантов.
Н. И. Кромер активно развивал студенческую науку, привлекая студентов к выполнению научных работ. За пермский период им было опубликовано 118 научных работ, из них 18 — в соавторстве со студентами.
Умер в августе 1941 года; был похоронен на Егошихинском кладбище.